# Darko Pančev
Darko Pančev - em macedônio, Дарко Панчев (Skopje, 7 de setembro de 1965) é um ex-futebolista macedônio. 

## Carreira

### Despontando no Estrela
Começou a carreira em 1982, pelo Vardar Skopje, jogando por lá até 1988, quando se transferiu para o poderoso Estrela Vermelha de Belgrado (capital nacional da Iugoslávia que, à época, englobava a Macedônia). Pelo novo clube, marcaria impressionantes 84 gols em 91 jogos, tendo também conferido o pênalti do título na final da Copa dos Campeões da UEFA de 1991. Pelo Estrela, conquistaria no mesmo ano a Copa Européia/Sul-Americana de 1991.
Tricampeão iugoslavo de 1989 a 1992, na campanha dos três títulos terminou como artilheiro. Em meio às guerras internas, o campeonato de 1992 fora o primeiro sem clubes croatas, eslovenos e bósnios, e o último a ainda contar com clubes macedônios, que teriam liga própria a partir do ano seguinte.

### Decadência
Transferiu-se para a Inter de Milão em 1992, mas pouco jogou e marcou pelo clube, saindo da equipe em 1995 com 10 gols em 29 jogos. Passou parte de 1994 emprestado ao alemão VfB Leipzig, onde marcou 2 vezes em 10 aparições. Após sair definitivamente da Inter, prosseguiu no futebol alemão, pelo Fortuna Düsseldorf, na temporada 1995/96 e encerrou a carreira na seguinte, pelo FC Sion da Suíça, com apenas 31 anos. 

## Seleção (ões)
Jogou pela antiga Iugoslávia a Copa do Mundo de 1990, marcando dois gols. Seria o único torneio de seleções que disputaria; durante as eliminatórias para a Eurocopa de 1992, onde era artilheiro com 8 gols, a Iugoslávia seria banida pela FIFA devido às guerras de independência internas e a Macedônia tornar-se-ia independente. Pela Seleção da Macedônia, onde atuaria em seis partidas e marcaria um gol, jogaria até 1995. 
Em novembro de 2003, nos Prêmios do Jubileu da UEFA, recebeu o título de maior jogador macedônio dos 50 anos correspondentes ao órgão.

### Consagração tardia
Ao final da temporada 1990/91, havia sagrado-se, com 34 gols, como o maior artilheiro da Europa, o que lhe permitira receber a chuteira de ouro da revista France Football. A publicação, entretanto, só lhe entregaria o prêmio em 2006, tendo à época tornado a disputa não-oficial devido a protestos da Associação de Futebol do Chipre, que alegou que um jogador da liga local teria feito mais gols - embora, oficialmente, os dois artilheiros daquela temporada no Chipre tenham marcado 19. Em cerimônia de gala em Skopje, Pančev recebeu a chuteira de Michel Platini e de dois grandes ex-jogadores iugoslavos, Dragan Stojković e Dragan Džajić.

## Títulos
Estrela Vermelha
- Campeonato Iugoslavo: 1989–90, 1990–91, 1991–92
- Copa da Iugoslávia: 1989–90
- Liga dos Campeões da UEFA: 1990–91
- Copa Intercontinental: 1991

Internazionale
- Liga Europa da UEFA: 1993–94

### Prêmios individuais
- Chuteira de Ouro da UEFA: 1990–91
- Prêmio do Jubileu da UEFA: 2003

### Artilharias
- Campeonato Iugoslavo de 1983–84 (19 gols)
- Campeonato Iugoslavo de 1989–90 (25 gols)
- Campeonato Iugoslavo de 1990–91 (34 gols)
- Campeonato Iugoslavo de 1991–92 (25 gols)